# EM64T
EM64T, voluit "Extended Memory 64-bit Technology" is Intels implementatie van AMD's AMD64-architectuur, een aanvulling op de IA-32-instructieset die 64-bitextensies toevoegt aan de x86-architectuur. Het is haast volledig gelijk aan AMD64 en wordt daarom ook wel gekscherend iAMD64 genoemd. Als verzamelnaam voor de verschillende 64-bituitbreidingen op de x86-instructieset wordt meestal de term x86-64 gebruikt.
Intels eerste processor die actief gebruik maakte van EM64T was de Nocona in 2004. Omdat de Xeon zelf direct gebaseerd is op de Pentium 4, heeft laatstgenoemde ook EM64T ingebakken, hoewel de feature in de meeste Pentium 4's nog niet is aangezet. Waarschijnlijk heeft dit ermee te maken dat Intel de techniek nog niet helemaal geperfectioneerd had toen de (destijds) nieuwe Prescott werd geïntroduceerd. Dit was ook het geval met Hyper-Threading, wat tevens al een aantal keer verbeterd werd eer het werd geactiveerd. Met de Pentium 4 "F" brengt Intel EM64T nu ook naar de thuisgebruiker. De Pentium 4 voegt ook eXecute Disable (XD) toe tot de mogelijkheden van de processor, Intels naam voor de NX-bit. Binnenkort zal deze feature ook in de Nocona aangezet worden.
EM64T geeft Intel-processors toegang tot meer dan de 32-bit limiet van 4GiB werkgeheugen, en laat daarmee de grotere applicaties zonder problemen draaien. De AMD64 architectuur voegt ook nog extra registers en andere prestatieverbeteringen toe aan de instructieset. De theoretische geheugenlimiet met 64-bitgeheugenadressering is 216 biljoen Gibibyte, dit is gelijk aan 16 Exbibyte (EiB).
De geschiedenis van het EM64T-project is lang en onduidelijk. Dit is vooral te wijten aan Intel zelf. Het begon onder de codenaam Yamhill, een stad uit de staat Oregon in de VS. Na het bestaan van het project een aantal jaar te hebben verzwegen, bekende Intel begin 2004 dat ze bezig waren met het project. Op dit moment was Yamhill omgetoverd in CT (Clackamas Technology). Enkele weken na de aankondiging van CT kwam Intel met de nieuwe naam IA-32E, wat weer is veranderd in EM64T. Het hoofd van Intel, Craig Barret, heeft toegegeven dat het project een van hun slechtst bewaarde geheimen is geweest.
x86-64 is niet compatibel met IA-64, de 64-bittechnologie die gebruikt werd voor de Itanium. Dit houdt in dat EM64T-processors niet de programma's kunnen draaien die voor IA-64 ontworpen zijn. IA-64 is een compleet nieuwe architectuur, terwijl AMD64 een aanvulling is op de originele x86-instructieset. IA-64 kan weliswaar 32-bit x86-instructies uitvoeren, maar dit gaat zo traag dat het voor gebruikers minder geschikt is. Aangezien AMD64 echter een aanvulling is op x86 zullen de prestaties er bij x86-64 niet op achteruitgaan.
Intel probeerde om twee redenen het bestaan van EM64T voor een lange tijd te verzwijgen. De eerste is dat het haar klanten niet aan het twijfelen wilde brengen over de toekomst van IA-64 (waar de Itanium en Itanium 2 gebruik van maken). Het succes van de Opteron- en Athlon 64-processors van AMD betekende echter dat Intel moest reageren op de competitie. De tweede reden dat Intel EM64T niet wilde toegeven is dat de technologie een kloon is van het door AMD ontwikkelde AMD64. In de documentatie van EM64T wordt dan ook helemaal niets gezegd over de oorsprong van de technologie. Dit was een klap in het gezicht voor Intel omdat deze voorheen altijd de eerste was met de voorgaande instructiesets. 